# Euelasmosaurida
Clade
Euelasmosaurida est un clade fossile de plésiosaures de la famille des Elasmosauridae (super-famille des Plesiosauroidea). 

## Historique
Le clade des Euelasmosaurida est décrit en 2019 par le paléontologue argentin José Patricio O’Gorman (d),.

### Fossiles
Selon Paleobiology Database en 2024, ce clade des Euelasmosaurida a vingt-six collections référencées de fossiles. Ces collections sont Turonien au Maastrichtien inférieur du Crétacé supérieur, c'est-à-dire datent de 93,9 à 66 Ma avant notre ère.

### Répartition
Selon Paleobiology Database en 2024, ce clade des Euelasmosaurida a des collections de fossiles :
- en Antarctique (une collection) ;
- au Canada (deux collections, Alberta et Saskatchewan) ;
- aux États-Unis (15 collections, Californie, Colorado, Dakota du Sud, Kansas, Montana, Nebraska, Texas, Wyoming)
- au Japon (sept collections) ;
- au Maroc (une collection).

### Étymologie
Le clade des Euelasmosaurida doit son nom à la famille des Elasmosauridae.

### Taxons inclus

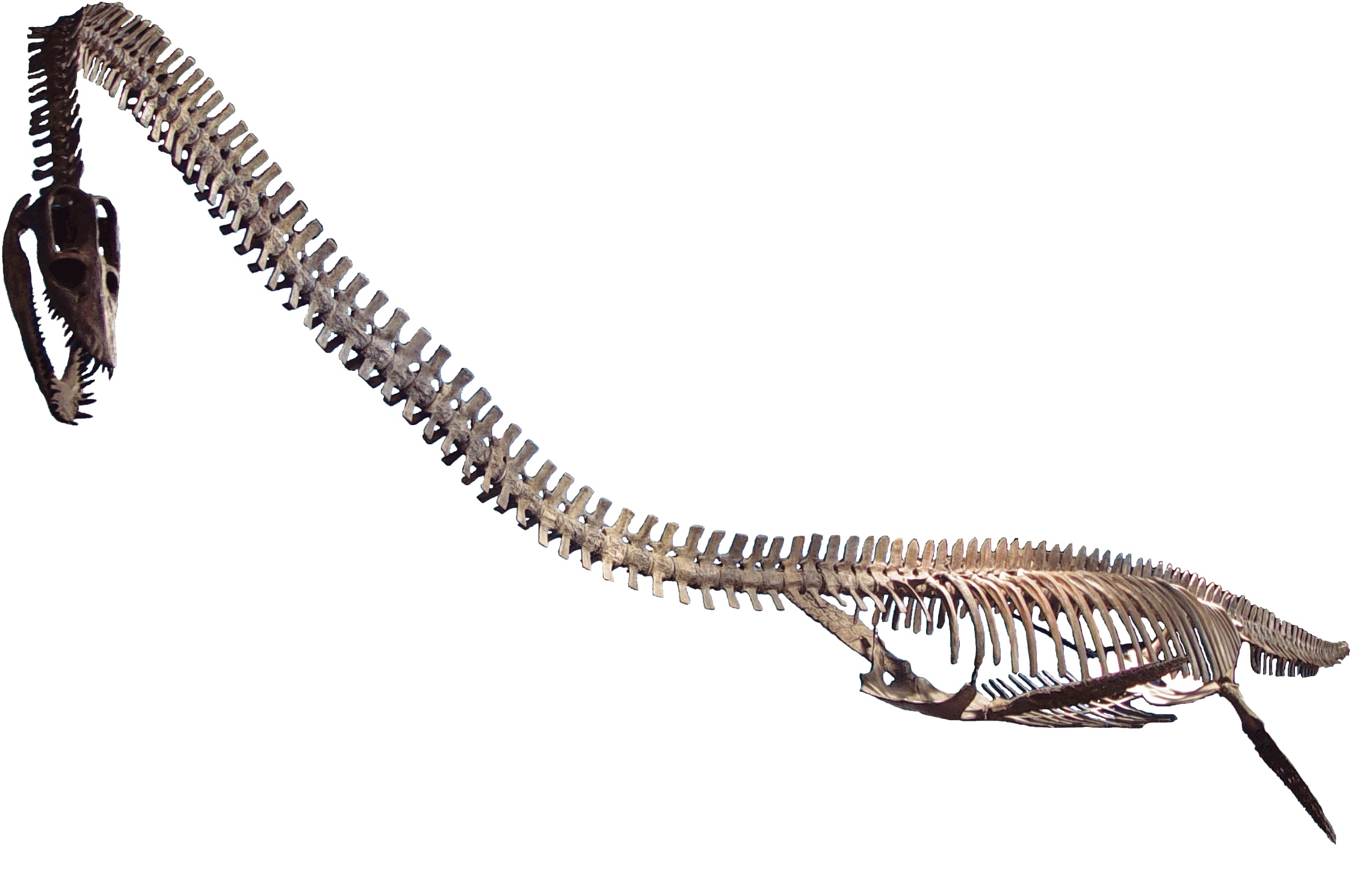
Elasmosaurus platyurus dans le Rocky Mountain Dinosaur Resource Center au Woodland Park au Colorado.

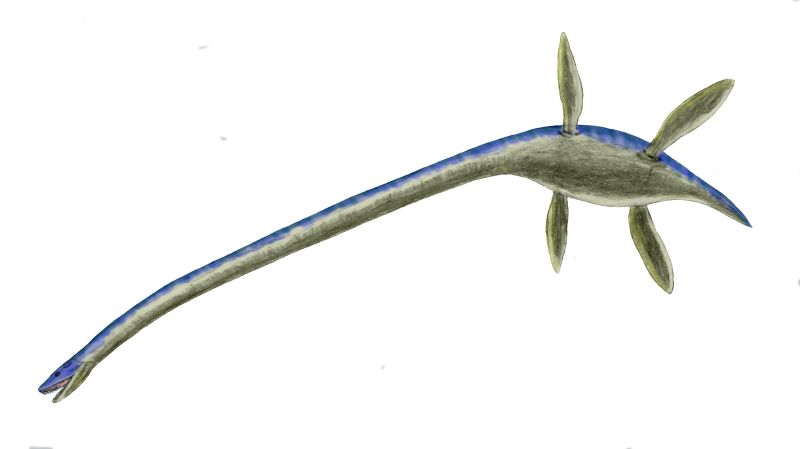
Vue d'artiste de Thalassomedon.

Le clade des Euelasmosaurida inclus les deux genres suivants qui ne sont pas rattachés à une sous-famille :
- †Libonectes Carpenter, 1997
- †Thalassomedon Welles, 1943

#### Elasmosaurinae
Selon Paleobiology Database en 2024, ce clade ou sous-famille des Elasmosaurinae a six genres inclus :
- †Albertonectes  Kubo et al., 2012
- †Elasmosaurus Cope, 1868
- †Hydrotherosaurus Welles, 1943
- †Nakonanectes Serratos et al., 2017
- †Styxosaurus  Welles, 1943
- †Terminonatator Sato, 2003

### Publication originale
- [2019] (en) J. P. O'Gorman, « Elasmosaurid phylogeny and paleobiogeography, with a reappraisal of Aphrosaurus furlongi from the Maastrichtian of the Moreno Formation », Journal of Vertebrate Paleontology, vol. 39, no 5:e1692025,‎ 2019, p. 1-24 (DOI 10.1080/02724634.2019.1692025).